# Унечский район
Унечский район — административно-территориальная единица (район) и муниципальное образование (муниципальный район) в Брянской области России.
Административный центр — город Унеча.

## География
Расположен в центральной части области. Площадь района — 1130 км². Основные реки — Унеча.

## История
5 июля 1944 года Указом Президиума Верховного Совета СССР была образована Брянская область, в состав которой, наряду с другими, был включён и Унечский район.

## Население
| 2002    | 2009    | 2010    | 2011    | 2012    | 2013    | 2014    | 2015    | 2016    |
| ------- | ------- | ------- | ------- | ------- | ------- | ------- | ------- | ------- |
| 46 871  | ↘41 703 | ↘40 682 | ↘40 518 | ↘39 635 | ↘38 751 | ↘37 648 | ↘37 064 | ↘36 360 |
| 2017    | 2018    | 2019    | 2020    | 2021    |         |         |         |         |
| ↘35 821 | ↘35 137 | ↘34 379 | ↘33 853 | ↗34 698 |         |         |         |         |

34001 человек Оценка численности населения Брянской области по городским округам и муниципальным районам (округам) на 1 января 2023 год
33601 человек Оценка численности населения Брянской области по городским округам и муниципальным районам (округам) на 1 января 2024 года
В городских условиях (город Унеча) проживают 69,96 % населения района.

### Национальный состав
По итогам переписи населения 2020 года проживали следующие национальности (национальности менее 0,1 % и другое, см. в сноске к строке «Другие»):
| Национальность | Численность, чел. | Доля     |
| -------------- | ----------------- | -------- |
| Русские        | 28 778            | 82,94 %  |
| Украинцы       | 120               | 0,35 %   |
| Белорусы       | 119               | 0,34 %   |
| Цыгане         | 56                | 0,16 %   |
| Таджики        | 54                | 0,16 %   |
| Армяне         | 47                | 0,14 %   |
| Другие         | 5524              | 15,91 %  |
| Итого          | 34 698            | 100,00 % |

## Административно-муниципальное устройство
Унечский район в рамках административно-территориального устройства области, включает 9 административно-территориальных единиц, в том числе 1 городской административный округ и 8 сельских административных округов.
Унечский муниципальный район в рамках муниципального устройства, включает 9 муниципальных образований нижнего уровня, в том числе 1 городское поселение и 8 сельских поселений:
| № | Муниципальное образование          | Административный центр  | Количество населённых пунктов | Население (чел.) | Площадь (км²) |
| - | ---------------------------------- | ----------------------- | ----------------------------- | ---------------- | ------------- |
| 1 | Унечское городское поселение       | город Унеча             | 7                             | ↗24 738          | 118,80        |
| 2 | Березинское сельское поселение     | деревня Березина        | 13                            | ↘1272            | 27,63         |
| 3 | Высокское сельское поселение       | село Высокое            | 16                            | ↘1407            | 22,82         |
| 4 | Ивайтёнское сельское поселение     | деревня Новые Ивайтенки | 12                            | ↗753             | 17,99         |
| 5 | Красновичское сельское поселение   | село Красновичи         | 18                            | ↘1188            | 26,72         |
| 6 | Найтоповичское сельское поселение  | село Найтоповичи        | 11                            | ↗1529            | 177,00        |
| 7 | Павловское сельское поселение      | село Павловка           | 13                            | ↘1445            | 20,94         |
| 8 | Старогутнянское сельское поселение | село Старая Гута        | 5                             | ↘1387            | 19,37         |
| 9 | Старосельское сельское поселение   | село Староселье         | 16                            | ↗979             | 23,66         |

## Населённые пункты
В районе 111 населённых пунктов:
| №   | Населённый пункт | Тип          | Население | Муниципальное образование          |
| --- | ---------------- | ------------ | --------- | ---------------------------------- |
| 1   | Александровка    | посёлок      | ↘14       | Ивайтёнское сельское поселение     |
| 2   | Аленовка         | деревня      | ↘141      | Березинское сельское поселение     |
| 3   | Анушино          | деревня      | ↘43       | Высокское сельское поселение       |
| 4   | Батуровка        | деревня      | ↘9        | Павловское сельское поселение      |
| 5   | Белогорщь        | село         | ↘107      | Павловское сельское поселение      |
| 6   | Березина         | деревня      | →476      | Березинское сельское поселение     |
| 7   | Бородинка        | деревня      | ↘38       | Высокское сельское поселение       |
| 8   | Борозднино       | деревня      | ↘2        | Высокское сельское поселение       |
| 9   | Брянкустичи      | село         | ↘652      | Найтоповичское сельское поселение  |
| 10  | Буда-Вовницкая   | деревня      | ↘116      | Красновичское сельское поселение   |
| 11  | Василевка        | деревня      | →0        | Старогутнянское сельское поселение |
| 12  | Вишневое         | деревня      | ↘11       | Ивайтёнское сельское поселение     |
| 13  | Водвинка         | деревня      | ↘29       | Высокское сельское поселение       |
| 14  | Волкустичи       | село         | ↘38       | Березинское сельское поселение     |
| 15  | Воробьевка       | деревня      | ↘114      | Унечское городское поселение       |
| 16  | Восточная Заря   | посёлок      | →0        | Старосельское сельское поселение   |
| 17  | Врянцы           | село         | ↘16       | Старосельское сельское поселение   |
| 18  | Высокое          | посёлок      | ↘535      | Высокское сельское поселение       |
| 19  | Высокое          | село         | ↘359      | Высокское сельское поселение       |
| 20  | Высоцкий         | посёлок      | →0        | Старосельское сельское поселение   |
| 21  | Вяльки           | деревня      | ↘82       | Ивайтёнское сельское поселение     |
| 22  | Гаськово         | деревня      | ↘8        | Найтоповичское сельское поселение  |
| 23  | Георгиевский     | посёлок      | ↘0        | Старосельское сельское поселение   |
| 24  | Горяны           | село         | ↘106      | Ивайтёнское сельское поселение     |
| 25  | Гудово           | село         | ↘72       | Высокское сельское поселение       |
| 26  | Гусаровка        | посёлок      | ↘33       | Павловское сельское поселение      |
| 27  | Дегтяново        | деревня      | ↘43       | Старосельское сельское поселение   |
| 28  | Добрик           | деревня      | ↘158      | Красновичское сельское поселение   |
| 29  | Долматово        | деревня      | ↘82       | Высокское сельское поселение       |
| 30  | Дубиновка        | деревня      | ↘40       | Красновичское сельское поселение   |
| 31  | Дубровка         | деревня      | ↘0        | Старосельское сельское поселение   |
| 32  | Дубровск         | деревня      | ↘11       | Высокское сельское поселение       |
| 33  | Ельня            | деревня      | ↘31       | Красновичское сельское поселение   |
| 34  | Жеча             | посёлок      | ↘5        | Найтоповичское сельское поселение  |
| 35  | Жудилово         | деревня      | ↘47       | Старосельское сельское поселение   |
| 36  | Жудилово         | посёлок      | ↘218      | Старосельское сельское поселение   |
| 37  | Жуково           | деревня      | ↘81       | Ивайтёнское сельское поселение     |
| 38  | Займище          | деревня      | ↘27       | Найтоповичское сельское поселение  |
| 39  | Заровье          | посёлок      | ↘18       | Березинское сельское поселение     |
| 40  | Иванов           | посёлок      | →0        | Красновичское сельское поселение   |
| 41  | Казащина         | посёлок      | ↘45       | Найтоповичское сельское поселение  |
| 42  | Казенка          | деревня      | ↘6        | Березинское сельское поселение     |
| 43  | Коржовка         | деревня      | ↘128      | Унечское городское поселение       |
| 44  | Коробоничи       | деревня      | ↘85       | Павловское сельское поселение      |
| 45  | Коробоничи       | ж.д. станция | ↘183      | Павловское сельское поселение      |
| 46  | Костырин         | посёлок      | ↘4        | Красновичское сельское поселение   |
| 47  | Красицкий        | посёлок      | →11       | Красновичское сельское поселение   |
| 48  | Красновичи       | село         | ↘589      | Красновичское сельское поселение   |
| 49  | Красное Приволье | посёлок      | ↘1        | Березинское сельское поселение     |
| 50  | Красноселье      | посёлок      | →1        | Красновичское сельское поселение   |
| 51  | Красный Ручей    | посёлок      | ↘12       | Красновичское сельское поселение   |
| 52  | Крым             | посёлок      | ↘11       | Старогутнянское сельское поселение |
| 53  | Куровщина        | деревня      | ↘4        | Найтоповичское сельское поселение  |
| 54  | Кучма            | хутор        | ↘26       | Красновичское сельское поселение   |
| 55  | Лавы             | деревня      | ↘20       | Найтоповичское сельское поселение  |
| 56  | Лизогубовка      | село         | ↘222      | Старосельское сельское поселение   |
| 57  | Липки            | деревня      | ↘35       | Павловское сельское поселение      |
| 58  | Лиски            | деревня      | ↘15       | Павловское сельское поселение      |
| 59  | Лужки            | деревня      | ↘43       | Высокское сельское поселение       |
| 60  | Лыщичи           | село         | ↘340      | Найтоповичское сельское поселение  |
| 61  | Найтоповичи      | село         | ↘785      | Найтоповичское сельское поселение  |
| 62  | Нежданово        | деревня      | →75       | Унечское городское поселение       |
| 63  | Немолодва        | посёлок      | →3        | Старосельское сельское поселение   |
| 64  | Новая Рудня      | деревня      | ↘10       | Красновичское сельское поселение   |
| 65  | Новина           | хутор        | →0        | Красновичское сельское поселение   |
| 66  | Новодубровск     | посёлок      | ↘18       | Высокское сельское поселение       |
| 67  | Новое Задубенье  | деревня      | ↘316      | Ивайтёнское сельское поселение     |
| 68  | Новокрасный      | посёлок      | ↘36       | Красновичское сельское поселение   |
| 69  | Новые Ивайтенки  | деревня      | ↘317      | Ивайтёнское сельское поселение     |
| 70  | Озёрный          | посёлок      | ↘3        | Павловское сельское поселение      |
| 71  | Октябрьский      | посёлок      | ↘2        | Ивайтёнское сельское поселение     |
| 72  | Ольховый         | посёлок      | ↘0        | Красновичское сельское поселение   |
| 73  | Павлов           | посёлок      | ↘51       | Красновичское сельское поселение   |
| 74  | Павловка         | село         | ↘530      | Павловское сельское поселение      |
| 75  | Первомайский     | посёлок      | ↗29       | Березинское сельское поселение     |
| 76  | Пески            | деревня      | ↘72       | Павловское сельское поселение      |
| 77  | Песчанка         | деревня      | ↗601      | Старогутнянское сельское поселение |
| 78  | Писаревка        | село         | ↘560      | Красновичское сельское поселение   |
| 79  | Плотково         | деревня      | →30       | Высокское сельское поселение       |
| 80  | Победа           | посёлок      | →0        | Ивайтёнское сельское поселение     |
| 81  | Подзоричи        | деревня      | ↘39       | Старосельское сельское поселение   |
| 82  | Пучковка         | деревня      | ↘57       | Старосельское сельское поселение   |
| 83  | Ракита           | посёлок      | →2        | Красновичское сельское поселение   |
| 84  | Рассуха          | село         | ↘250      | Высокское сельское поселение       |
| 85  | Рассуха          | посёлок      | ↘495      | Павловское сельское поселение      |
| 86  | Робчик           | село         | ↘377      | Старогутнянское сельское поселение |
| 87  | Рогожня          | посёлок      | ↘0        | Старосельское сельское поселение   |
| 88  | Рохманово        | село         | ↘306      | Высокское сельское поселение       |
| 89  | Рюхов            | село         | ↗626      | Березинское сельское поселение     |
| 90  | Рябовка          | деревня      | ↗170      | Березинское сельское поселение     |
| 91  | Семешково        | село         | ↘19       | Высокское сельское поселение       |
| 92  | Слобода-Селецкая | деревня      | ↘193      | Унечское городское поселение       |
| 93  | Снежинка         | посёлок      | ↘0        | Найтоповичское сельское поселение  |
| 94  | Согласный        | посёлок      | ↘0        | Ивайтёнское сельское поселение     |
| 95  | Спиридоновка     | хутор        | ↗11       | Ивайтёнское сельское поселение     |
| 96  | Старая Гута      | село         | ↘742      | Старогутнянское сельское поселение |
| 97  | Староселье       | село         | ↘463      | Старосельское сельское поселение   |
| 98  | Старые Ивайтенки | село         | ↘52       | Ивайтёнское сельское поселение     |
| 99  | Строганов        | посёлок      | ↘3        | Найтоповичское сельское поселение  |
| 100 | Судынка          | деревня      | ↘14       | Павловское сельское поселение      |
| 101 | Товбозино        | деревня      | ↘7        | Старосельское сельское поселение   |
| 102 | Трудовик         | посёлок      | ↘60       | Унечское городское поселение       |
| 103 | Труханово        | село         | ↘21       | Высокское сельское поселение       |
| 104 | Унеча            | город        | ↗24 274   | Унечское городское поселение       |
| 105 | Чернижово        | деревня      | →0        | Березинское сельское поселение     |
| 106 | Чернобабки       | деревня      | →2        | Старосельское сельское поселение   |
| 107 | Чернятка         | деревня      | →3        | Березинское сельское поселение     |
| 108 | Шапочка          | деревня      | ↘48       | Березинское сельское поселение     |
| 109 | Шевцов           | посёлок      | ↘28       | Унечское городское поселение       |
| 110 | Шулаковка        | деревня      | ↘306      | Павловское сельское поселение      |
| 111 | Яблонка          | деревня      | ↘64       | Березинское сельское поселение     |

## Экономика
Унечский район относится к числу промышленно-сельскохозяйственных районов. В 2007 году также впервые перешагнули рубеж по отгрузке продукции промышленными предприятиями в 1 млрд рублей. Такой внушительный рост достигнут благодаря успешной работе ОАО «Комбинат хлебопродуктов», на его долю приходится 50 % объёма отгрузки. Второе место в районе по объёму выпускаемой продукции занимает Радиозавод ООО «Тембр», его доля 22 %.
Для Унечского и Стародубенского россыпных полей Брянского россыпного района оценены прогнозные ресурсы категории Р1, которые составляют: Унечское россыпное поле — 13,0 млн.т TiO2 (среднее 18,79 кг/м3 суммы титановых минералов); Стародубское россыпное поле — 24,0 млн.т TiO2 (среднее 32,15 кг/м3) соответственно. Наиболее эффективным способом разработки россыпей на глубине более 30 м может стать способ скважинной гидродобычи; разработан способ азотнокислого выщелачивания фосфатной оболочки на тяжелых минералах с получением комплексного минерального удобрения — нитрофоса, и ильменитового, рутилового, лейкоксенового и цирконового концентратов, а также кварцевого песка.

## Транспорт
Через район проходят автотрасса М13 Брянск—Новозыбков—граница Республики Беларусь—(Кобрин). По территории района пролегают многочисленные железнодорожные линии, связывающие Унечу с такими узлами, как Брянск, Орша, Гомель, Хутор-Михайловский.

## Достопримечательности
- Архитектурный памятник конца XVIII века — Церковь Дмитрия Солунского в cеле Старое Задубенье.